# Un mito llamado...
Un mito llamado..., subtitulada Los mitos va ser una sèrie espanyola de televisió, emesa per TVE amb direcció de Juan Guerrero Zamora i interpretació de Núria Torray.

## Trama
Al llarg de cada episodi es revisava un mite, concepte que incloïa personatges, successos o conceptes. La revisió que es feia era crítica i anàlisi social del comportament humà. Els episodis eren autònoms entre si, sense relació argumental ni de personatges, el fil conductor n'era la seva protagonista, l'actriu Nuria Torray, que va interpretar tants personatges com episodis va tenir l'espai. Ressenyable també la novetat que l'acció transcorre en l'època actual.

## Pressupost
Cent milions de pessetes.

## Llista d'episodis
- Presentación - 4 de gener de 1979
- Dulcinea - 11 de gener de 1979 
  - Modesto Blanch
  - José Caride
  - Alfonso del Real
  - Ángel Picazo
  - Mari Carmen Prendes
- Ifigenia - 18 de gener de 1979 
  - Queta Claver
  - Diana Lorys
  - Cándida Losada
  - Roberto Martín
  - Andrés Mejuto
  - José Nieto
  - Luis Prendes
  - Manuel Tejada
  - Manuel Torremocha
- Alcestes - 25 de gener de 1979 
  - Luis Prendes
  - Mercedes Prendes
  - Ricardo Tundidor
- Fedra - 1 de febrer de 1979 
  - Alberto de Mendoza
  - Tony Isbert
- Antígona - 8 de febrer de 1979 
  - Almudena Cotos
  - Joaquín Kremel
  - Javier Loyola
- El tiempo - 15 de febreo de 1979 
  - Tomás Blanco
  - Lola Lemos
  - Antonio Moreno
- Nora  - 22 de febrer de 1979 
  - Rafael Arcos
  - María Jesús Hoyos
  - Nadia Morales
  - Víctor Valverde
- Electra - 1 de març de 1979 
  - Manuel Gallardo
  - Andrés Resino
  - Paquita Rico
- Numancia I - 29 de març de 1979 
  - Ernesto Aura
  - Modesto Blanch
  - Rosa Fontana
  - María Jesús Hoyos
  - Andrés Mejuto
  - María Esperanza Navarro
  - Lorenzo Ramírez
  - Maria Saavedra
  - Fernando Sánchez Polack
  - Enrique Vivó
- Numancia II – 26 d'abril de 1979
  - Ernesto Aura
  - Modesto Blanch
  - Rosa Fontana
  - María Jesús Hoyos
  - Andrés Mejuto
  - María Esperanza Navarro
  - Lorenzo Ramírez
  - María Saavedra
  - Fernando Sánchez Polack
  - Enrique Vivó
- Gea I - 3 de maig de 1979 
  - Rafael Arcos
  - Miguel Ayones
  - Rosa Fontana
  - William Layton
- Gea II - 10 de maig de 1979 
  - Rafael Arcos
  - Miguel Ayones
  - Rosa Fontana
  - William Layton
  - Teófilo Calle
  - Félix Dafauce
- Medea - 17 de maig de 1979 
  - María Kosty
  - Carlos Lemos
  - Ramiro Oliveros